# Neocunaxoides fani
Neocunaxoides fani är en spindeldjursart som beskrevs av Lin, Zhang och Ji 200. Neocunaxoides fani ingår i släktet Neocunaxoides och familjen Cunaxidae. Inga underarter finns listade i Catalogue of Life.